# 赤×黒
『赤×黒（あかくろ）』は漫画家上條淳士による漫画作品。

## 概要
ヤングサンデー（小学館）1995年2号から同22号に連載された。企画段階では能楽を主体に描かれる予定であったが、編集者に止められ格闘漫画としてスタートする。内容に合わせてそれまでの繊細でシャープな描線をペン先を潰すことによって太く力強いものへと変えている。当初は単純な熱血格闘漫画とするはずが格闘技のダークサイドの描写に終始してしまい「TO-Y」や「SEX」ほどの成功は得られなかったものの、上條の洗練された画力によって描かれたスタイリッシュで美しい格闘シーンは従前の格闘漫画には無かったものである。その後、後日談である「外伝」4話が週刊ヤングサンデー「大漫王」の1996年7月増刊号から1997年1月増刊号まで掲載された。なお、本作は上條の漫画作品「8」と同一の時系列上にあり、登場人物が一部重複する。

## ストーリー
主人公柴蓮司はボクシングジムに通いトレーナーからも期待され、格闘の腕には絶対の自信を持つが自分と同格以上の相手と出会えず、ケンカをしても充実感を得られなくなっていた。だが、ある晩ジムの帰りに高速道路のガード下の暗闇で能面をかぶった謎の男に強烈な蹴りを食らい失神させられる。半年ほど前から沿線に出没し、対戦者をすべて一撃で倒す「辻斬り」と呼ばれるその男の使う技は“蹴り”のみ！　遂に巡り会った好敵手との再戦を求めて柴の格闘の本能が覚醒する。

## 登場人物
柴蓮司（しば れんじ）
本編の主人公。17歳。流星学園高校2年。上級生にも一目置かれるケンカ屋。強敵との対決を渇望しストリートファイトに明け暮れ、プロになる気は無いもののボクシングジムにも通っている。自分を蹴りの一撃でノックアウトした能面男･大石、関節技の使い手ユアン、ウェルター級王者城島らとの対決を経て、格闘家の血が呼び覚まされていく。興奮すると虹彩の色素の変化により眼が赤くなることから、「ウサギ」とも呼ばれる。
大石紫（おおいし ゆかり）
流星学園高校3年。傀世流の宗家シテ方を嗣ぐ能楽師。“蹴り”の持つ美しさに惹かれ、能面で顔を隠し辻斬り（辻蹴り）を繰り返すという凶行に及ぶ。心臓に疾患があり、過激な運動をすると死に至る危険を抱えている。
城島勝也（じょうじま かつや）
21歳。SSG（サミー・スポーツ・ジム）所属プロボクサー。日本ウェルター級1位。のち国内チャンプを経てWBAウェルター級世界王者となる。柴と一度だけスパーリングで対決する。モデルは元WBA世界ジュニアバンタム級（現スーパーフライ級）王者鬼塚勝也。
吉田竜（よしだ りゅう）
24歳。無口な美女。赤坂グランド・ホテルのコンシェルジュ。SSG練習生。柴とはジムの帰りにファーストフード店でよく食事する仲。
佐藤秀樹（さとう ひでき）
流星学園高校2年。空手2段、黒帯の実力者で、学園内でも柴と並び称される強さを誇る。1年前に起こした傷害事件により2年に留年、老け込んでしまい「だんな」の愛称で呼ばれる。以後ケンカから遠ざかっている。
犬飼サキ（いぬかい さき）
流星学園高校2年。クラスで孤立しがちな少女だが、柴たちとは仲が良い。1年前に柴を逆恨みする男からウサギをかばって太腿に傷を負う。
ウナちん
流星学園高校2年。常に敬語で話す情報通の人物。一言多い性格。物語の解説役とも言うべきキャラクター。
剛（ごう）
流星学園高校2年。天然だが、時折鋭い洞察力を発揮する。コーヒーを飲むと酩酊状態になる。
ユアン・チャン（ゆあん ちゃん）
13歳。ロシア系中国人。後に柴のライバルとなる男。その小柄な体格は柴をスピードで上回り、柴に対して関節技を仕掛けるが体重の軽さを逆利用され頭から地面に落とされる。上條による漫画作品「8」は本作の5年後の設定とされ、18歳になったユアンが登場する。
大石翠（おおいし みどり）
大石紫の姉。柴と対決する弟の“最後の舞い”を見届けに現れる。
桃元郷（もももと ごう）
SSGトレーナー。柴の強さに期待しており、プロテストを受けさせようとする。「桃ちゃん」の名で呼ばれ、作者の長編作品には必ず登場する上條漫画の象徴とも言えるキャラクター。

## 外伝
I「MAX」、II「BOX」、III「KIX」の3話からなる、柴と城島のスパーリングが描かれる後日談。この対決によって柴の中で“ケンカ”と“格闘技”が初めて別のものとなり、街のケンカ屋から格闘家へと成長していく柴を予感させつつ物語は終了する。
外伝第1話においてナイキのスニーカー「エアマックス95」をこれ見よがしに履いて、これを奪おうとするチンピラを誘き寄せローキックで返り討ちにする少年が登場するが、本エピソード発表後、実際にエアマックスを強奪する恐喝事件が各地で頻発し、「マックス狩り」と呼ばれる社会現象となった。当時はエアマックスを筆頭とするハイテクスニーカーブームの絶頂期であり、劇中では剛のポンプフューリー、ウナちんのニューバランスM576、城島のエアマックストライアックス及びエア・ジョーダンⅪ等、登場人物の履くシューズが細かく描写されている。なお作者はエアバーストが好きということである。

## 単行本
- ヤングサンデーコミックススペシャル「赤×黒 -アカクロ-」上下巻（小学館）